# Semaeomyia amazonica
Semaeomyia amazonica är en stekelart som först beskrevs av Per Abraham Roman 1917.  Semaeomyia amazonica ingår i släktet Semaeomyia och familjen hungersteklar. Inga underarter finns listade i Catalogue of Life.